# Macropitthea messagaria
Macropitthea messagaria är en fjärilsart som beskrevs av Karsch 1895. Macropitthea messagaria ingår i släktet Macropitthea och familjen mätare. Inga underarter finns listade i Catalogue of Life.